# 日本领事馆 (上海)
日本領事館是中華民國大陸時期，日本在上海設立的領事館，位於黄浦路106号。
日本於1891年在上海設置總領事館。1911年，日本領事館搬遷至黃浦路。該建築的設計者是平野勇造，他也是三井物產台北支店、上海支店建築的設計者。建築共有四層，因外觀主要呈現紅色，因此又有「紅樓」之稱。現在上海日本領事館的部分建築由中國人民解放軍海軍使用。1994年，上海日本領事館和其相鄰的聯合國救濟總署被列入上海市第二批優秀歷史建築名單。